# Rize
Rize (armeni Ռիզէ, grec antic: Ριζαίον/Rizaion) és una ciutat de Turquia, la capital de la província de Rize, al nord-est del país, a la costa de la mar Negra.

## Nom
El nom Rize ve del nom grec antic de la ciutat, Ριζαίον; (Rizaion); en temps moderns, el seu nom en grec era normalment Ριζούντα; (Rizounta). Les seves formes llatines són Rhizus i Rhizaeum (que roman el nom d'una seu titular Catòlica de la província eclesiàstica del Pontus Polemoniacus).

## Història
La primera menció escrita de Rize la va fer Arrià en un treball nomenat Periplus (Viatge en Vaixell). datat el 131-132 aC; el treball registra com el seu autor, el governador de Capadòcia, va fer una gira d'inspecció als territoris de l'est de la mar Negra, que eren part de la seva jurisdicció, primer visitant les guarnicions de frontera anatolia oriental de l'Imperi Romà abans de continuar a la mar Negra a la regió de Trebisonda.

## Geografia

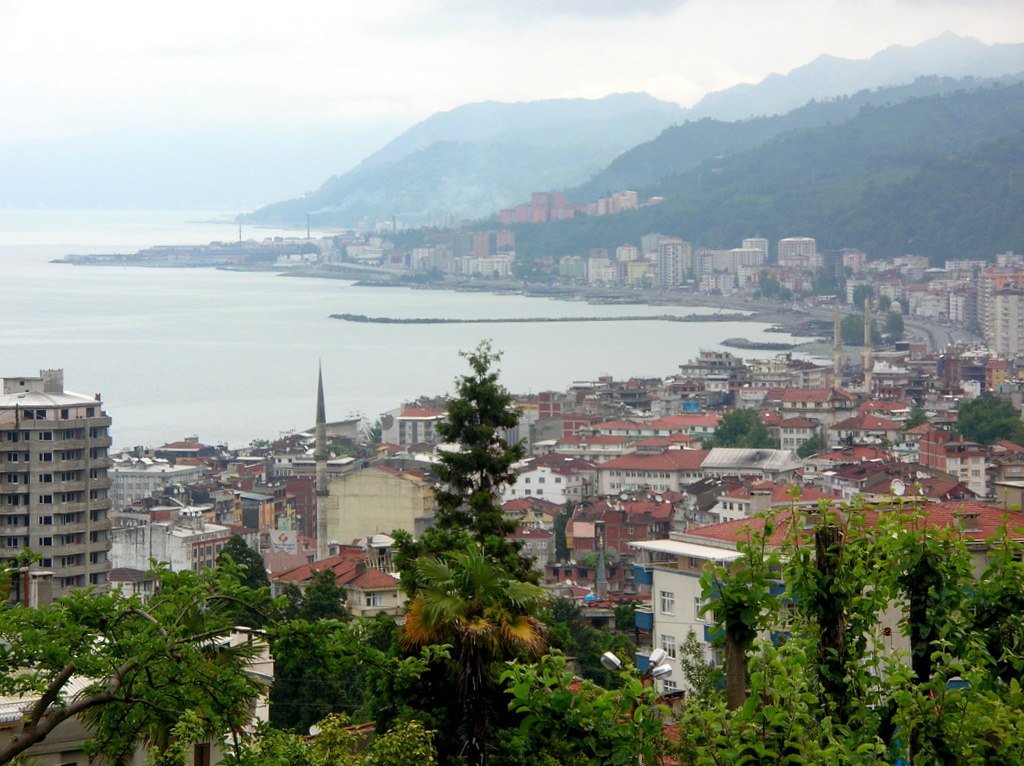
Rize

La ciutat fou construïda al voltant d'una petita badia de la costa de la mar Negra, en una banda estreta de terra plana entre el mar i les muntanyes del darrere. La banda costanera es va expandir i la ciutat va augmentar cap amunt dels vessants costeruts fora de la costa. Rize gaudeix d'un clima suau, extremadament humit, vulnerable a tempestes que venen de la mar Negra i per això el camp circumdant és ric amb vegetació i cada any atreu més i més visitants.
Rize és un centre per processar i enviar el te que es cultiva a l'àrea circumdant. El te s'introduí a la regió els anys 1940 i el 1950, i va canviar el destí de la regió, que era desesperadament pobre fins llavors. A la ciutat es va fundar el 1958 un institut de recerca del te i els jardins de te són la vista principal en la panoràmica de la ciutat. El te i les plantes de kiwi es planten fins i tot en jardins per tota la ciutat. L'activitat secundària és la pesca. Rize està connectada per carretera amb Trebisonda (66 km a l'oest), Hopa (88 km a l'est, a la frontera de Geòrgia), i Erzurum (cap al nord). L'aeroport més pròxim és el de Trebisonda.
Rize és una ciutat tranquil·la, una capital provincial turca típica amb poca vida nocturna o diversió. Tanmateix la frontera amb Geòrgia ha estat oberta des dels primers anys de la dècada dels 90, la carretera de costa de la mar Negra s'ha eixamplat i Rize és ara més rica que en dècades prèvies; hi ha més cotxes als carrers, els edificis més alts miren al mar, i s'estan obrint alguns llocs perquè la gent jove se'n vagi. Els visitants de la regió circumdant també contribueixen a l'economia de la ciutat.

### Muntanyes

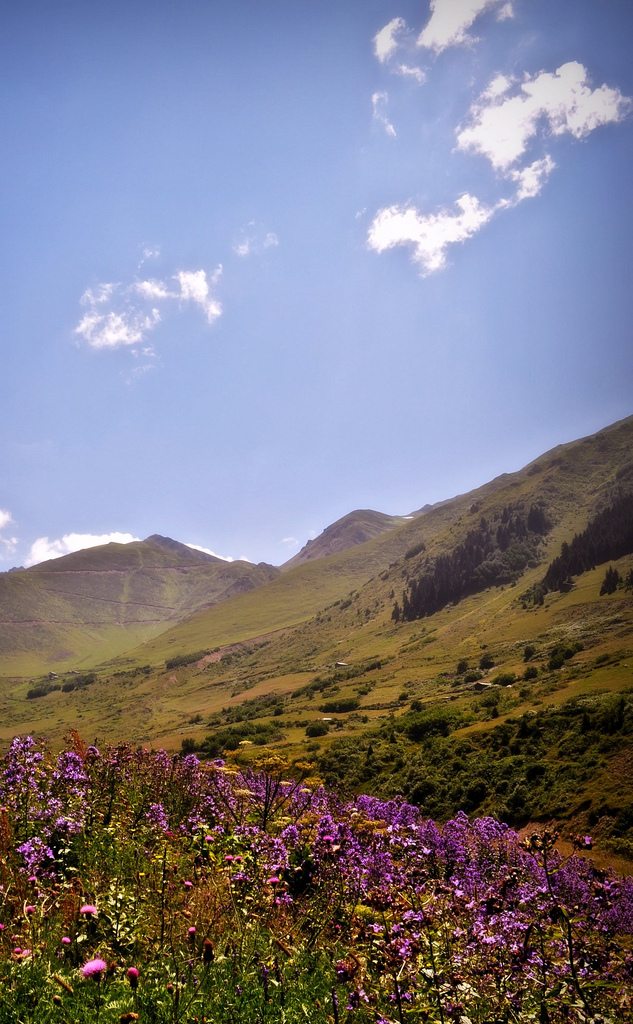
Ovit Plato és en el camí a Ispir des d'Ikizdere, Rize, Turquia

Muntanyes notables.
- Kaçkar (3.937 m)
- Barut (3.251 m)
- Ziglat (3.511 m)
- Verçenik (3.711 m)
- Hipot (3.560 m)

### Rius
Des de l'est fins a l'oest:
- Fındıklı Deresi
- Büyükdere
- Pazar Suyu
- Karadere
- İyidere

## Clima
Rize té un clima oceànic (Classificació climàtica de Köppen: Cfb); amb estius calents i hiverns frescos. Les nevades són bastant corrents entre els mesos de desembre i març, nevant durant una setmana o més, i pot ser pesat una vegada caiguda la neu. Rize i la part oriental de Mar Negre, té lés precipitacions més altes a Turquia, amb una precipitació anual que fa una mitjana al voltant de 2.500 mil·límetres, amb fortes i uniformement distribuïdes precipitacions tot l'any. La costa de la mar Negra turca globalment, rep la quantitat més gran de precipitació a Turquia i és l'única regió del país que té precipitacions altes durant tot l'any. La temperatura de l'aigua com a tota la costa de la mar Negra turca, és sempre fresca i fluctua entre 8 °C i 20 °C durant l'any.
| Paràmetres climàtics mitjans de Rize                          | Paràmetres climàtics mitjans de Rize | Paràmetres climàtics mitjans de Rize | Paràmetres climàtics mitjans de Rize | Paràmetres climàtics mitjans de Rize | Paràmetres climàtics mitjans de Rize | Paràmetres climàtics mitjans de Rize | Paràmetres climàtics mitjans de Rize | Paràmetres climàtics mitjans de Rize | Paràmetres climàtics mitjans de Rize | Paràmetres climàtics mitjans de Rize | Paràmetres climàtics mitjans de Rize | Paràmetres climàtics mitjans de Rize | Paràmetres climàtics mitjans de Rize |
| Mes                                                           | Gen.                                 | Feb.                                 | Mar.                                 | Abr.                                 | Mai.                                 | Jun.                                 | Jul.                                 | Ago.                                 | Set.                                 | Oct.                                 | Nov.                                 | Des.                                 | Anual                                |
| ------------------------------------------------------------- | ------------------------------------ | ------------------------------------ | ------------------------------------ | ------------------------------------ | ------------------------------------ | ------------------------------------ | ------------------------------------ | ------------------------------------ | ------------------------------------ | ------------------------------------ | ------------------------------------ | ------------------------------------ | ------------------------------------ |
| Temperatura diària màxima °C (°F)                             | 10,4 (50,7)                          | 10,4 (50,7)                          | 12,0 (53,6)                          | 15,6 (60,1)                          | 19,3 (66,7)                          | 23,8 (74,8)                          | 26,2 (79,2)                          | 26,7 (80,1)                          | 24,1 (75,4)                          | 20,4 (68,7)                          | 16,0 (60,8)                          | 12,4 (54,3)                          | 26,7 (80,1)                          |
| Temperatura diària mínima °C (°F)                             | 3,5 (38,3)                           | 3,3 (37,9)                           | 4,9 (40,8)                           | 8,4 (47,1)                           | 12,5 (54,5)                          | 16,6 (61,9)                          | 19,6 (67,3)                          | 20,1 (68,2)                          | 16,8 (62,2)                          | 13,0 (55,4)                          | 8,4 (47,1)                           | 5,1 (41,2)                           | 3,3 (37,9)                           |
| Precipitació total mm (polzades)                              | 213,7 (8,4)                          | 181,3 (7,1)                          | 145,1 (5,7)                          | 92,2 (3,6)                           | 100,4 (4)                            | 137,3 (5,4)                          | 147,0 (5,8)                          | 182,1 (7,2)                          | 246,2 (9,7)                          | 309,6 (12,2)                         | 259,2 (10,2)                         | 243,8 (9,6)                          | 2.257,9 (88,9)                       |
| Font: Devlet Meteoroloji İşleri Genel Müdürlüğü Març del 2011 |                                      |                                      |                                      |                                      |                                      |                                      |                                      |                                      |                                      |                                      |                                      |                                      |                                      |

## Economia
L'estructura econòmica de Rize es basa principalment al voltant de la seva localització geogràfica. Rize és una ciutat molt muntanyosa, fent difícil i inconvenient el desenvolupament industrial. Donada la manca de trànsit aeri i ferroviari, la majoria dels béns han de viatjar per camió o vaixell, que fa l'exportació i la importació força difícil. El soci principal del comerç de Rize és Trebisonda, la ciutat més desenvolupada de regió de la mar Negra nord-est. Les exportacions principals de Rize són agrícoles; el te i la fruita de kiwis estan entre les seves mercaderies més populars.

## Educació
La universitat de Rize fou fundada el 2006.

## Història
Rize és l'antiga Rhizos o Rhizaion. Fou part dels Lazistan sota influència romana i romana d'Orient, disputada per perses i àrabs; era romana d'Orient quan el 1204 es va formar l'Imperi de Trebisonda del que va formar part fins a la seva annexió pels otomans el 1462 i fou un kada de la província de Trebisonda; al districte rural a l'entorn de la població i havia uns 29 pobles i 35 barris (mahalles). Els abkhazos hi van fer diverses expedicions a la cerca d'esclaus; igualment hi van fer incursions els cosacs de la Mar Negra. Al segle xvii la va visitar Evliya Çelebi. A la meitat del segle xviii la regió va caure en mans de la família local dels Tuzju-oghullari, que foren els derebeys de la zona i s'hi van construir un palau notable prova de la seva potència. El 1814-1817 la família dels Tuzju-oghullari es va revoltar contra el sultà sota la direcció de Memish Agha, però foren reprimits; es van revoltar altre cop el 1832 (fins a 1834); els membres de la família foren finalment desterrats a Ruse i Varna. El 1877 Rize va passar al nou sandjak de Lazistan i esdevingué capital provincial; hi residia el mutesarrif i el districte tenia aleshores uns 160.000 habitants dels quals 138.820 eren musulmans. Durant el segle xix la sobrepoblació obligava als joves a emigrar i alguns es van establir a Istanbul i altres a Odessa; entre aquestos emigrants predominava l'ofici de pastisser. Després de la revolució russa els emigrants d'Odessa van retornar a Rize. Els que vivien a Istanbul van passar també les tribulacions de la guerra, postguerra i guerra nacionalista, i també molts van tornar a Rize que es va tornar a sobrepoblar creant la crisi dels anys vint. Per intentar arranjar la situació l'estat va iniciar la introducció de nous cultius, el primer el te a partir de 1930 i fins al 1950; la iniciativa va despertar poc interès però el 1950 el govern va decidir garantir els preus i encarregar-se de la comercialització; de fet com que el cost de producció i transport és alt, el te de Rize no va poder rivalitzar mai amb el d'altres llocs, i encara que va restar una font d'ingressos local destacada, a partir del 1980 l'emigració cap a les regions industrials de Turquia va tornar a ser una constant.

## Nadius notables
- Köksal Toptan Polític i president del Parlament
- İsmail Bilen, Antic Secretari General del Partit Comunista de Turquia
- Fahri Tatan, futbolista
- Kazım Ayvaz, campió de lluita i medallista olímpic
- Mehmet Akif Pirim, medallista olímpic en lluita grecoromana
- Zafer Biryol, futbolista
- İsmail Türüt, Cantant de música folklòrica de la regió de Mar Negra

## Demografia
| Any  | Població |
| ---- | -------- |
| 1975 | 36.044   |
| 1980 | 43.407   |
| 1985 | 50.221   |
| 1990 | 52.031   |
| 1997 | 73.420   |
| 2000 | 78.144   |
| 2009 | 96.503   |